# Sven-Hendrik Voß
Sven-Hendrik Voß (* 6. Februar 1978 in Berlin (West)) ist ein deutscher Elektroingenieur. Er ist Professor für Digitaltechnik und Rechnerarchitektur an der Berliner Hochschule für Technik.

## Leben
Voß wuchs als Sohn einer Akademikerfamilie im Stadtteil Lichterfelde-West von Steglitz in Berlin (West) auf. Nach seinem Abitur 1997 am Lilienthal-Gymnasium im Berliner Ortsteil Lichterfelde und einjährigem Zivildienst studierte Voß Elektrotechnik mit fachlicher Ausrichtung auf Nachrichtentechnik und Elektronik an der Technischen Universität Berlin, wo er sein Diplomstudium 2003 abschloss. Im Jahr 2008 wurde er an der TU Berlin mit einer Dissertation über ein Thema der Mikroelektronik promoviert.
Bereits während seines Studiums war er als studentischer Mitarbeiter am Heinrich-Hertz-Institut Berlin tätig. Nach seinem Diplom verbrachte er ein Jahr in der Industrie und kehrte anschließend als wissenschaftlicher Mitarbeiter an das Heinrich-Hertz-Institut zurück.
Seit 2011 ist Voß Professor an der Berliner Hochschule für Technik und leitet dort das Fachgebiet Digitaltechnik und Rechnerarchitektur. Gleichzeitig leitete er von 2010 bis April 2014 zusammen mit Peter Gregorius die Abteilung High-Speed Hardware Architectures am Heinrich-Hertz-Institut. Diese ging aus der Arbeitsgruppe Hardware Architectures & PCB Design der Abteilung Image Processing hervor, die sich mit der Umsetzung von Algorithmen auf Hardware-Plattformen beschäftigt hatte. Diese Arbeitsgruppe wurde bereits seit 2009 von Voß geleitet.
Sven-Hendrik Voß lebt in Berlin, ist verheiratet und hat einen Sohn und eine Tochter.

## Wirken
Anfangs beschäftigte sich Voß mit Audio- und Videokompression und entwickelte 2003 einen aufwandsoptimierten AAC-Encoder für den Betrieb auf einem leistungsreduzierten ARM-Prozessor und demonstrierte eine Geschwindigkeitserhöhung um das 10-fache. So war es möglich, rechenintensive Kompressionsmethoden auf eingebetteten Prozessoren durchzuführen.
Voß hat eine Reihe von wissenschaftlichen Beiträgen zur Hochgeschwindigkeits-Datenverarbeitung und -kommunikation, insbesondere auf hochoptimierten FPGA-Lösungen basierend, und anderen Themengebieten geleistet und beschäftigt sich nach wie vor mit schnellen Speicher- und Schnittstellensystemen im GHz-Bereich. 2009 demonstrierte er mit seinem Team eine Echtzeit-HD-Videoverarbeitung und Übertragung über Glasfaser unter Benutzung von FPGAs.
Er gilt als einer der Väter der modernen festverdrahteten Netzwerk-Protokollstacks.  Dabei werden Netzwerk-Protokollstacks vollständig auf Gatterebene als mikroelektronische Schaltung integriert. Damit sind höchste Geschwindigkeiten und niedrigste Latenzen, zudem auch äußerst sichere und stabile Netzwerkverbindungen möglich, da die Protokollverarbeitung ganz ohne Einsatz von Mikroprozessoren oder Betriebssystemen, sondern als dezidierte Logik erfolgt. Bereits im Jahr 2004 entwickelte er mit Kollegen am HHI eine InfiniBand-Schnittstelle in VHDL. 2009 folgte ein komplett in Hardware realisierter 10G-Ethernet-TCP/IP-Stack.
Bereits vor seinem Ruf an der Beuth Hochschule unterrichtete er seit 2008 Fächer der Technischen Informatik an den Berliner Hochschulen TFH Berlin und HTW Berlin. Mit seiner Berufung zum Sommersemester 2011 im Alter von 32 Jahren ist er der jüngste Professor an der Beuth Hochschule.
Seit 2011 veröffentlicht Voß in unregelmäßigem Abstand Fachartikel in der Zeitschrift FKT – Die Fachzeitschrift für Fernsehen, Film und elektronische Medien zu Themen der schnellen Datenverarbeitung, 3D- und Internetmedien und adressiert so auch ein breites Publikum außerhalb des akademischen Umfelds.

## Mitgliedschaften
Von 2010 bis 2014 war Voß Mitglied der Fraunhofer-Allianz Embedded Systems. In diesem Zusammenschluss arbeiten elf Institute der Fraunhofer-Gesellschaft gemeinsam an neuen Technologien und Praxislösungen für eingebettete Systeme. Ziel des Forschungsverbunds ist es, die Entwicklungen im Bereich der eingebetteten Systeme über die Grenzen von Branchen und Wissenschaftsdisziplinen hinweg miteinander zu verzahnen. Voß vertrat dort die Kompetenzen der High-Speed Datenverarbeitung und -kommunikation und setzte sich maßgeblich dafür ein, dass Embedded Systems auch in Bereichen wie der Medizintechnik, Automotive oder Avionik von High-Speed Hardware-Architekturen profitieren können.
In den Jahren 2009–2010 wirkte Voß mit bei der SCUBE-ICT, einer innovativen EU-finanzierten Initiative mit dem Ziel, die Zusammenarbeit im Bereich der Informations- und Kommunikationstechnologien (IKT) zwischen der EU, Belarus und der Ukraine zu fördern. Dort vertrat er den Bereich Forschung / Industrie-Ebene mit den Themen „High-Speed Kommunikationssysteme“, „Board- und ASIC Designs“ und hielt Vorträge und Seminare, u. a. in Minsk (Weißrussland).